# Alegorie
Alegoria (în franceză allégorie – „desfășurare a închipuirii”, în greacă αλλος allos - altul și αγορευειν agoreuein - a vorbi în public) este un procedeu stilistic ce facilitează sensul literar al unui text să se releve într-altul ascuns; altfel spus, este ca o amplă metaforă ce permite un transfer din planul abstract / profund al înțelesurilor, într-un plan de suprafață, figurativ, oferind și o „dezlegare implicită“, destul de transparentă.»
Alegoria este un procedeu artistic care constă în exprimarea unei abstracțiuni prin mijloace concrete (imagini literare, plastice etc.), constituind un simbol univoc.
Alegoria «concretizează de obicei idei generale (ura, prietenia, iubirea, războiul etc.), dându-le o formă sensibilă»; din simplă figură stilistică, alegoria poate «ajunge să capete proporțiile unei forme de viziune creatoare, devenind o figură de compoziție»ibid.

## Exemple
În balada Miorița nunta despre care vorbește ciobanul este o alegorie a morții:
„Și la nunta mea / a căzut o stea. / Soarele și Luna / mi-au ținut cununa. / Și-am avut nuntași / brazi și păltinași; / preoți – munții mari, / paseri – lăutari; păsărele mii / și stele făclii...”
O alegorie erotică există în creația poetică a lui Ienăchiță Văcărescu: 
„Într-o grădină, lâng’-o tulpină, / zării o floare ca o lumină. / S-o tai, se strică; / s-o las, mi-e frică / de vine altul și mi-o ridică.”
Într-o celebră alegorie paradoxist-cosmologică se constituie poemul Shakespeare de Marin Sorescu, unde, potrivit noii demiurgologii (rezultând din dinamitarea mitologicului, a sacrului, a „olimpianismului“, macro-cosmic ori microcosmic, spre o recristalizare într-un proaspăt, inedit registru), Dumnezeu, protagonistul Genezei / Facerii, din Biblie, Atoatecreatorul celor din universul nostru cotidian, («La început a făcut Dumnezeu cerul și pământul...» – Biblia, Facerea / Geneza), este substituit de omul de geniu, terestrul „geniu brit“, Shakespeare, creator însă, „prin analogie“, al unui univers dramaturgic: 
„Shakespeare a creat lumea în șapte zile. // În prima zi a făcut cerul, munții și prăpăstiile sufletești, / În ziua a doua a făcut râurile, mările și oceanele, / Și celelalte sentimente – / Și le-a dat lui Hamlet, lui Iuliu Caesar, lui Antoniu, Cleopatrei și Ofeliei, / Lui Othello și altora, / Să le stăpânească, ei și urmașii lor, / În vecii vecilor. / În ziua a treia a strâns toți oamenii / Și i-a învățat gusturile: / Gustul fericirii, al iubirii, al deznădejdii, / Gustul geloziei, al gloriei și așa mai departe, / Până s-au terminat toate gusturile. // Atunci au sosit și niște indivizi care întârziaseră. / Creatorul i-a mângâiat pe cap cu compătimire / Și le-a spus că nu le rămâne decât să se facă / Critici literari / Și să-i conteste opera. / Ziua a patra și a cincea le-a rezervat râsului. / A dat drumul clovnilor / Să facă tumbe / Și i-a lăsat pe regi, pe împărați / Și pe alți nefericiți să se distreze. / În ziua a șasea a rezolvat unele probleme administrative: / A pus la cale o furtună / Și l-a învățat pe regele Lear / Cum să poarte coroană de paie. / Mai rămăseseră câteva deșeuri de la facerea lumii / Și l-a creat pe Richard al III-lea. / În ziua a șaptea s-a uitat dacă mai are ceva de făcut. / Directorii de teatru și umpluseră pământul cu afișe, / Și Shakespeare s-a gândit că după atâta trudă / Ar merita să vadă și el un spectacol, / Dar mai întâi, fiindcă era peste măsură de istovit, / S-a dus să moară puțin.'”
Cea mai amplă alegorie din literatura română de la origini până azi, desfășurându-se cât un roman, datând dintre anii 1703 și 1705, este Istoria ieroglifică de Dimitrie Cantemir. 
În literatura universală, celebre alegorii se datorează lui Dante (Divina comedie), Rabelais (Gargantua și Pantagruel), Jonathan Swift (Călătoriile lui Gulliver), Albert Camus (Ciuma) ș. a.